# Sudirman Arshad
Dato' Sudirman bin Haji Arshad DIMP (Póstumo), JMN, AMN, AMP  (Temerloh, Pahang; 25 de mayo de 1954 - Kuala Lumpur, 22 de febrero de 1992) fue un cantante y abogado malayo, se ganó los apelativos de «el cantor del pueblo», «el Elvis de Malasia» y «el legislador cantante».
Mantuvo el título de «Asia's No. 1 Performer» el 19 de marzo de 1989 ganando la competición «Asian Popular Music Awards» en el Royal Albert Hall en Londres.
Murió en casa de su hermana Datin Radiah y algunos dicen que fue de sida, pero otros insisten en que falleció por brujería. 

## Biografía
Sudirman nació el 25 de mayo de 1954 en Temerloh, en el estado de Pahang en Malasia siendo el más pequeño de los seis hijos de Arshad Hassan y Romlah Dahalan'quien habría sido una funcionaria del gobierno durante los años 50. Su pasión por la música y el entretenimiento inició cuando aún era muy joven con sus amigos y vecinos a los que les cantaba en los tiempos de ocio. Posteriormente obtuvo un título como abogado en universidad de Malasya.
Se casó con Kamariah Jamaluddin en 1981 y se divorció tres años más tarde.

## Discografía
| - Aku Penghiburmu (1978) - Perasaan (1979) - Anak Muda (1980) - Lagu Anak Desa (1980) - Lagu Dari Kota (1981) - Twinkle Twinkle Little Star (1981) - Abadi (1982) - Lagu Cinta (1982) - Images (1983) - Orang Baru (1984) - Lagu Dari Sebuah Bilik (1984) - Orang Kampung (1986) - Kul it! (1986) - Asia's No. 1 Performer (1989) (El último de sus álbumes) |